# End=Start / Shūten ~Kimi no Ude no Naka~
Singles de Misono
Kyukon / ?cm
(2009) Urusei Yatsura no Theme ~Lum no Love Song~ / Me
(2009)
End=Start / Shūten ~Kimi no Ude no Naka~ est le 13e single de Misono sorti sous le label Avex Trax le 10 juin 2009 au Japon. Il atteint la 19e place du classement de l'Oricon, il reste classé pendant 3 semaines, pour un total de 6 654 exemplaires vendus. Il sort en format CD et CD+DVD.
Shūten ~Kimi no Ude no Naka~ a été utilisé comme thème musical pour le film The Harimaya Bridge dans lequel Misono joue; et End=Start a été utilisé comme campagne publicitaire pour music.jp. Les deux chansons se trouvent sur l'album Me.

## Liste des titres
Toutes les paroles sont écrites par Misono.
| 1. | End=Start | Susumu Nishikawa      | 4:31 |
| 2. | Shūten ~Kimi no Ude no Naka~ (終点～君の腕の中～) | 藤末樹, Tōru Watanabe | 5:06 |
| 3. | End=Start (instrumental) | Susumu Nishikawa      | 4:31 |
| 4. | Shūten ~Kimi no Ude no Naka~ (instrumental) (終点～君の腕の中～) | 藤末樹, Tōru Watanabe | 5:02 |
| 5. | Tales of Series Tie-Up Songs Medley (Starry Heavens/Soshite Boku ni Dekiru Koto/VS/Lovely♥Cat's Eye/Ninin Sankyaku) (「テイルズ・オブ」シリーズタイアップ楽曲メドレー (Starry Heavens/そして僕にできるコト/VS/ラブリー♥キャッツアイ/二人三脚)) |                       |      |

| 1. | End=Start                                   |  |
| 2. | Tales... (Misono's Photo Edit)              |  |
| 3. | End=Start ~TV Spot 15 Seconds + 30 Seconds~ |  |